# Briana Williams
Briana Nichole Williams (née le 21 mars 2002 à Miami) est une athlète jamaïcaine, spécialiste du sprint, championne olympique du relais 4 x 100 m avec la Jamaïque aux Jeux de Tokyo 2020.

## Carrière
Résidant à Miramar et ayant été élevée en Floride, elle opte pour la nationalité de sa mère et participe aux compétitions en Jamaïque.
Elle remporte à 16 ans le titre de championne du monde junior 2018 à Tampere, d’abord sur 100 m puis sur 200 m, cette course en 22 s 50, record des championnats : c'est la plus jeune championne du monde junior sur ces distances,.
Le 8 juin 2019, elle court le 100 m en 11 s 02 avec +0,8 m/s de vent, le second meilleur temps mondial pour sa catégorie. Le 22 juin, lors des championnats nationaux, elle termine 3e de la finale, obtient sa qualification individuelle pour les championnats du monde 2019 à Doha et bat en 10 s 94 la meilleure performances mondiale cadette détenue depuis 2015 par Candace Hill (10 s 98). Elle est devancée par Elaine Thompson (10 s 73) et Shelly-Ann Fraser-Pryce (10 s 73).
Le 27 août 2019, il est reporté que Briana Williams a été testée positive à un diurétique (hydrochlorothiazide) lors des championnats de Jamaïque. Elle risquait 4 ans de suspension mais le Comité Disciplinaire Antidopage Indépendant (IADP) de la Fédération Jamaïcaine a décidé après enquête qu'elle serait "réprimandée sans période d'inéligibilité".  L'avocat de Williams, Emir Crowne, a affirmé que la substance était contenue dans un médicament en vente libre contre le rhume et la grippe qui lui avait été donné par un proche parent, mais qu'il n'était pas répertoriée comme ingrédient actif, comme l'a rapporté le journal jamaïcain The Gleaner. Il a également été rapporté que Williams avait déclaré la prise de médicaments sur son formulaire de contrôle antidopage alors qu'elle était testée par les responsables de la Commission antidopage de la Jamaïque. L'IADP a statué que Williams « n'a établi aucune faute ou négligence significative car son tuteur lui a donné des comprimés et n'avait aucune intention de tricher lors de son épreuve de sprint en compétition le 21 juin 2019 ».

## Palmarès
| Date | Compétition                    | Lieu     | Résultat | Épreuve   | Temps   |
| ---- | ------------------------------ | -------- | -------- | --------- | ------- |
| 2018 | Championnats du monde juniors  | Tampere  | 1re      | 100 m     | 11 s 15 |
| 2018 | Championnats du monde juniors  | Tampere  | 1re      | 200 m     | 22 s 50 |
| 2021 | Jeux olympiques                | Tokyo    | 1re      | 4 x 100 m |         |
| 2022 | Championnats du monde en salle | Belgrade | 5e       | 60 m      | 7 s 04  |
| 2023 | Championnats du monde          | Budapest | 2e       | 4 x 100 m | séries  |

## Records
| Épreuve | Temps   | Lieu     | Date            |
| ------- | ------- | -------- | --------------- |
| 100 m   | 10 s 94 | Kingston | 22 juin 2019    |
| 200 m   | 22 s 50 | Tampere  | 14 juillet 2018 |